# Eduard Titz
Anton Eduard Titz (* 25. August 1820 in Reichenberg in Böhmen; † 22. Januar 1890 in Berlin) war ein deutscher Architekt, der im 19. Jahrhundert zahlreiche Bauten im öffentlichen Raum für Berlin und andere deutsche Orte entwarf oder deren Bau leitete. Er hatte sich vor allem auf Theatergebäude spezialisiert.

## Leben
Nach Kindheit und Jugend mit Schulbesuch in seiner Heimat erwarb Titz künstlerische und technische Fähigkeiten in Böhmen. Im Jahr 1839 kam er nach Berlin und befasste sich hier ausführlich mit den Bauten von Karl Friedrich Schinkel. Eine Anstellung fand er im Atelier von Eduard Knoblauch. Beeinflusst von den klassizistischen Bauwerken Schinkels machte sich Titz 1840 als Privatbaumeister selbstständig. Im Jahr 1850 firmierte er als „Civil-Ingenieur, Atelier für Architektur und Lehranstalt für Architekten und Bauhandwerker“. Zu dieser Zeit wohnte er in der Charlottenstraße 99. Im Auftrag von Geschäftsleuten entwarf und baute er Hotels, für die Stadt vor allem Kulturbauten sowie Wohngebäude für Grundstücksbesitzer. Bis zum Jahr 1855 hatte er in der Louisenstraße 22 eine neue Bleibe bezogen. Laut Eintragung im Adressbuch war er jetzt Ingenieur und Besitzer des Ateliers und der Lehranstalt. Seine Lehranstalt hatte Titz wohl bis 1861 aufgegeben. In diesem Jahr steht im Adressbuch schlicht „Baumeister“, was nach heutigem Verständnis ein Architekt ist. Bis 1865 wählte Titz für seine Familie eine Wohnung am Schiffbauerdamm 23. Im Jahr 1880 teilte er auf einer zusammen mit seinem Sohn Max Titz entworfenen Neujahrskarte seinen neuen Wohnsitz Charlottenstraße 5 mit.
Nach Eduard Titz’ Tod führte sein Sohn Felix Titz die Geschäfte fort. Im Adressbuch findet sich unter der Anschrift Charlottenstraße 5 „Atelier für Architektur, Bauausführung, Dekoration, Kunstgewerbe; Inh. Felix Titz, Baumeister“.

## Nach Titz’ Entwürfen errichtete, umgebaute oder unter seiner Leitung entstandene Gebäude (Auswahl)

### In Berlin und den späteren Stadtbezirken

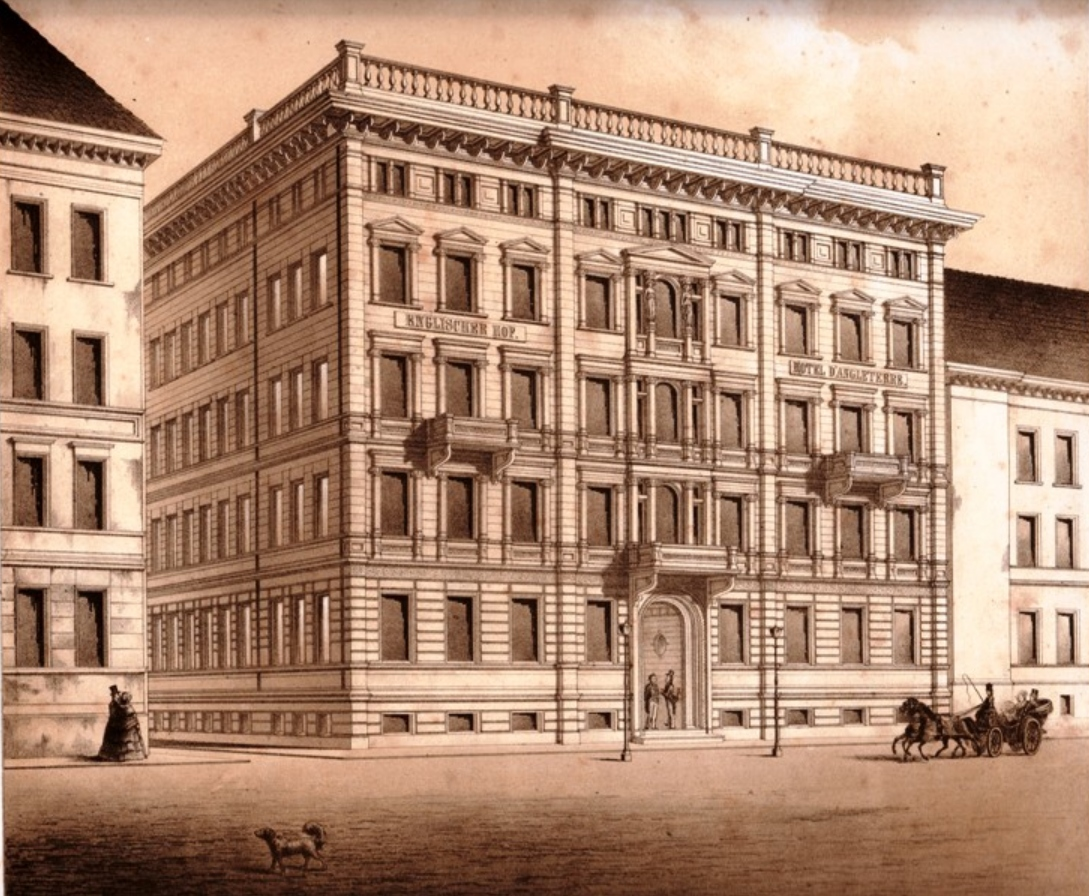
Englischer Hof / Hotel d’Angleterre, 1859, Zeichnung von Eduard Titz

- 1842: Umbau der Villa Nitsche, Bellevuestraße 17;[11] nach Eintragung auf dem Zeichenblatt wurde das Landhaus im Jahr 1907 abgebrochen,
- um 1844: Mietswohnhaus für den Eigentümer Franke, Dessauer Straße 29, in Berlin-Kreuzberg,[3][12]
- 1849/1850: Deutsches Theater Berlin, als Friedrich-Wilhelmstädtisches Theater eröffnet (BD),
- 1850/51: Zirkusgebäude (später Neues Königstädtisches Theater, Walhalla-Volkstheater, Berliner Theater),[13] Charlottenstraße 90, 1936 abgebrochen,
- 1851/1852: Nach einem Brand Wiederaufbau der Krolloper in Tiergarten, im Zweiten Weltkrieg zerstört und abgetragen,[14]
- 1852/1853: Drei-Familien-Wohnhaus für den Weinhändler A. N. Uphoff,[3] Bellevuestraße 13, der zuvor in der Oranienstraße 107 gewohnt hatte,
- 1853: Weinhandlung F. W. Borchardt, Französische Straße;[3] nach 1890 abgerissen und durch einen Neubau ersetzt,
- 1853: Friedrich-Wilhelmstädtisches Parktheater
- 1856: Neues Königstädtisches Sommer-Theater in der Blumenstraße 11 (um 1865 abgerissen)
- 1858: Umbau des Königstädtischen Theaters in der Blumenstraße 9b zu Wallner's Theater
- 1858/1859: Bauleitung Victoria-Theater in der Münzstraße 20,
- 1858/1859: Hotel d’Angleterre am Platz der Bauakadenikademie in Berlin; 1894 abgerissen,
- 1863/64 Wallner-Theater, Wallnertheaterstraße 35, Berlin-Mitte,
- vor 1870: Wohnhaus Sommerstraße 5/6 für den Kaufhausbesitzer Rudolph Hertzog,[3][15]
- um 1870: Bebauungsplan für die Villenkolonie in der Ortslage Hirschgarten im heutigen Bezirk Treptow-Köpenick,
- 1870/1871: Wohnhaus in Westend bei Berlin, Ahornallee 47 (BD);[16] im Jahr 1936 im Inneren verändert und die Fassade in den 1980er Jahren restauriert,[17]
- 1874: Geschäftshaus für den Verleger Rudolf Mosse, Jerusalemer Straße Ecke Leipziger Straße,[4]
- 1874: Reichshallentheater am Dönhoffplatz in Berlin; mit der Neugestaltung des Bereiches um die Leipziger Straße in den 1960er Jahren abgerissen,
- 1874: Villa Müggelseedamm 8–10, Berlin-Friedrichshagen; 1974–1976 überformt,[18]
- vor 1880: Carl Hiller, K. & K. Hoflieferant, Wein- und Delikatessenhandlung, Restaurant I. Rang; Unter den Linden 62/63,[4][19]
- 1885–1887: Neubau eines Mietshauses in Schöneberg, Kulmer Straße 26 (BD).

### Außerhalb von Berlin
- nach 1845: „Café Français“ in Leipzig,[3] das ab 1914 als Café Felsche firmierte (vermutlich ein späterer Umbau),
- Schlösser in Schwerinsburg, Löwitz und Schönborn-Ostromecko,[3]
- Villen für die Familien[3]
  - von Hackewitz in Wahlendow,
  - Herbers-Remberg in Iserlohn,
  - Mittag in Magdeburg,
  - Krüger in Cottbus,
  - Wilke in Guben;
- ab 1846: Umbau Schloss Branitz (zusammen mit Rudolf Wilhelm Gottgetreu und Ferdinand von Arnim),
- 1850–1858: Entwurf und Bau aller Wirtschaftsgebäude für das Schloss Branitz[20]
- 1862: Umbau des Stadttheaters in Zittau,[3]
- 1863–1865: Umbau des Theaters in Chemnitz,[3]
- um 1865: Hoftheater in Gotha,[3]
- 1878: Erweiterungsbau für das Bürger-Kasino in Cottbus,
- 1881/1882: Umbau des Carl-Maria-von-Weber-Theaters in Bernburg.

## Nicht realisierte Entwürfe
- 1849/1850: Theater Görlitz